# 4863 Yasutani
4863 Yasutani eller 1987 VH1 är en asteroid i huvudbältet som upptäcktes den 13 november 1987 av de båda japanska astronomerna Seiji Ueda och Hiroshi Kaneda i Kushiro. Den är uppkallad efter Keiki Yasutani.
Asteroiden har en diameter på ungefär 9 kilometer och den tillhör asteroidgruppen Koronis.